# Armeegruppe Wöhler
Le groupe d'armée Wöhler (en allemand : Armeegruppe Wöhler) était une unité temporaire de la Heer (armée de terre) de la Wehrmacht, formée le 31 octobre 1943 à partir de l'équipe dirigeante de la 8e armée.

## Organisation

### Commandant
| Date                               | Grade                  | Commandant  |
| ---------------------------------- | ---------------------- | ----------- |
| 26 mars 1944 - 23 août 1944        | General der Infanterie | Otto Wöhler |
| 3 octobre 1944 - 20 octobre 1944   | General der Infanterie | Otto Wöhler |
| 21 octobre 1944 - 16 décembre 1944 | General der Infanterie | Otto Wöhler |

## Zones d'opérations
- Front de l'Est : Mars 1944 - décembre 1944

## Ordre de bataille
26 mars au 23 août 1944
- 8e armée
- 4e armée roumaine

3 au 20 octobre 1944
- 8e armée
- 2e armée hongroise

21 octobre au 16 décembre 1944
- 8e armée
- 1re armée hongroise